# Halysidota striata
Halysidota striata är en fjärilsart som beskrevs av Jones 1908. Halysidota striata ingår i släktet Halysidota och familjen björnspinnare. Inga underarter finns listade i Catalogue of Life.